# Eurocopa Sub-21 de 2023
La XXIV Eurocopa Sub-21 fue un torneo de fútbol para selecciones sub-21 afiliadas a la UEFA, máximo organismo del fútbol europeo. La fase final del torneo se llevó a cabo en Georgia y Rumanía, del 21 de junio al 8 de julio de 2023, Rumanía acogió el partido inaugural, mientras que Georgia acogió la final.
Al igual que los campeonatos sub-21 anteriores que se llevaron a cabo un año antes de los Juegos Olímpicos, este torneo servirá como clasificación europea para el torneo olímpico de fútbol. Con las excepciones de Francia, que se clasifica automáticamente como sede olímpica, y de Inglaterra, que no puede clasificarse para los Juegos Olímpicos, los equipos elegibles competirán por la clasificación para el torneo de fútbol masculino de los Juegos Olímpicos de París 2024, donde estarán representados por sus selecciones nacionales sub-23 con un máximo de tres jugadores excedentes permitidos.

## Elegibilidad
Los jugadores elegibles para disputarla son aquellos nacidos después del 1 de enero de 2001.

## Selección de anfitrión
Tanto Rumanía como Georgia pujaron por el torneo por separado. Los dos países fueron nombrados coanfitriones en la reunión del Comité Ejecutivo de la UEFA el 3 de diciembre de 2020.

## Sedes
Las sedes se repartieron por igual con cuatro estadios en Georgia. y cuatro en Rumanía.
La Federación Rumana de Fútbol propuso originalmente ocho estadios, sin embargo, cuatro estadios fueron descartados de la lista de sedes después que Georgia también fue designada como sede. Los cuatro estadios descartados fueron el Estadio Rapid-Giulești y el Estadio Arcul de Triumf ambos en Bucarest, el Estadio Ilie Oană de Ploiesti y el Estadio Marin Anastasovici de Giurgiu.
| Tbilisi Batumi Kutaisi  |                        |                   |                         |
| Georgia                 |                        |                   |                         |
| Tbilisi                 | Tbilisi                | Batumi            | Kutaisi                 |
| Estadio Boris Paichadze | Estadio Mikheil Meskhi | Estadio de Batumi | Estadio Ramaz Shengelia |
| Capacidad: 54 549       | Capacidad: 27 223      | Capacidad: 20 000 | Capacidad: 19 700       |
|                         |                        |                   |                         |

| Bucarest Cluj-Napoca |                        |                   |                              |
| Rumania              |                        |                   |                              |
| Bucarest             | Bucarest               | Cluj-Napoca       | Cluj-Napoca                  |
| Estadio Steaua       | Estadio Rapid-Giulești | Cluj Arena        | Estadio Constantin Rădulescu |
| Capacidad: 31 254    | Capacidad: 14 047      | Capacidad: 30 201 | Capacidad: 22 198            |
|                      |                        |                   |                              |

## Equipos participantes
En cursiva el debutante.
| Equipos participantes | Equipos participantes | Equipos participantes | Equipos participantes |  |
| --------------------- | --------------------- | --------------------- | --------------------- |  |
| Alemania              | Francia               | Italia                | Portugal              |  |
| Bélgica               | Georgia               | Noruega               | Rumania               |  |
| España                | Inglaterra            | Países Bajos          | Suiza                 |  |
| Ucrania               | República Checa       | Croacia               | Israel                |  |

## Sorteo
El sorteo se realizó el 18 de octubre de 2022 a las 18:00 horas en Bucarest. Los dieciséis equipos fueron distribuidos en cuatro bombos acorde a su desempeño en las siguientes competiciones:
- Eurocopa Sub-21 de 2019 y su fase de clasificación (20 %).
- Eurocopa Sub-21 de 2021 y su fase de clasificación (40 %).
- Fase de grupos de la Clasificación para la Eurocopa Sub-21 de 2023 (40 %).

| Bombo 1      | Bombo 1 | Bombo 1 |
| Selección    | Coef.   |         |
| ------------ | ------- | ------- |
| España       | 41,837  |         |
| Portugal     | 40,130  |         |
| Alemania (C) | 39,668  |         |
| Francia      | 37,887  |         |

| Bombo 2      | Bombo 2 | Bombo 2 |
| Selección    | Coef.   |         |
| ------------ | ------- | ------- |
| Países Bajos | 36,626  |         |
| Inglaterra   | 35,798  |         |
| Italia       | 35,244  |         |
| Rumania (A)  | 32,414  |         |

| Bombo 3         | Bombo 3 | Bombo 3 |
| Selección       | Coef.   |         |
| --------------- | ------- | ------- |
| Croacia         | 31,945  |         |
| Suiza           | 31,744  |         |
| Bélgica         | 31,550  |         |
| República Checa | 30,455  |         |

| Bombo 4     | Bombo 4 | Bombo 4 |
| Selección   | Coef.   |         |
| ----------- | ------- | ------- |
| Ucrania     | 29,362  |         |
| Noruega     | 27,872  |         |
| Israel      | 25,732  |         |
| Georgia (A) | 24,442  |         |

Notas
- (A): anfitrión
- (C): campeón de la pasada edición

## Fase de grupos
Los 16 equipos clasificados se dividieron en 4 grupos de 4 equipos. El primero y segundo de cada grupo se clasificarán para los cuartos de final.

### Grupo A
| Selección    | Pts | PJ | PG | PE | PP | GF | GC | Dif |
| ------------ | --- | -- | -- | -- | -- | -- | -- | --- |
| Georgia      | 5   | 3  | 1  | 2  | 0  | 5  | 3  | +2  |
| Portugal     | 4   | 3  | 1  | 1  | 1  | 3  | 4  | -1  |
| Países Bajos | 3   | 3  | 0  | 3  | 0  | 2  | 2  | 0   |
| Bélgica      | 2   | 3  | 0  | 2  | 1  | 3  | 4  | -1  |

| 21 de junio de 2023 | Bélgica | 0:0 | Países Bajos | Estadio Mikheil Meskhi, Tbilisi |                            |
| 18:00               |         |     |              | Árbitro(s): Aliyar Aghayev      | Árbitro(s): Aliyar Aghayev |

| 21 de junio de 2023 | Georgia                               | 2:0 (2:0) | Portugal | Estadio Boris Paichadze, Tbilisi |                         |
| 18:00               | - Giorgi Gagua 37' - Saba Sazonov 45' |           |          | Árbitro(s): Espen Eskås          | Árbitro(s): Espen Eskås |

| 24 de junio de 2023 | Portugal            | 1:1 (1:0) | Países Bajos        | Estadio Mikheil Meskhi, Tbilisi |                            |
| 18:00               | - André Almeida 20' | Reporte   | - 78' Brian Brobbey | Árbitro(s): Horațiu Feșnic      | Árbitro(s): Horațiu Feșnic |

| 24 de junio de 2023 | Georgia                                             | 2:2 (0:2) | Bélgica                                     | Estadio Boris Paichadze, Tbilisi |                          |
| 18:00               | - Heorhiy Tsitaishvili 52' - Giorgi Guliashvili 87' | Reporte   | - 15' Maxim De Cuyper - 38' Largie Ramazani | Árbitro(s): Duje Strukan         | Árbitro(s): Duje Strukan |

| 27 de junio de 2023 | Portugal                                   | 2:1 (0:0) | Bélgica               | Estadio Mikheil Meskhi, Tbilisi |                           |
| 18:00               | - João Neves 56' - Tiago Dantas 89' (pen.) | Reporte   | - 65' Yorbe Vertessen | Árbitro(s): Willy Delajod       | Árbitro(s): Willy Delajod |

| 27 de junio de 2023 | Países Bajos           | 1:1 (1:1) | Georgia                   | Estadio Boris Paichadze, Tbilisi |                            |
| 18:00               | - Kenneth Taylor 45+6' | Reporte   | - 44' Zuriko Davitashvili | Árbitro(s): Rade Obrenovič       | Árbitro(s): Rade Obrenovič |

### Grupo B
| Selección | Pts | PJ | PG | PE | PP | GF | GC | Dif |
| --------- | --- | -- | -- | -- | -- | -- | -- | --- |
| España    | 7   | 3  | 2  | 1  | 0  | 6  | 2  | +4  |
| Ucrania   | 7   | 3  | 2  | 1  | 0  | 5  | 2  | +3  |
| Croacia   | 1   | 3  | 0  | 1  | 2  | 0  | 3  | -3  |
| Rumania   | 1   | 3  | 0  | 1  | 2  | 0  | 4  | -4  |

| 21 de junio de 2023 | Ucrania                                  | 2:0 (1:0) | Croacia | Estadio Rapid-Giulești, Bucarest |                               |
| 18:00               | - Olexiy Kashchuk 19' - Danylo Sikan 48' | Reporte   |         | Árbitro(s): Mohammed Al-Hakim    | Árbitro(s): Mohammed Al-Hakim |

| 21 de junio de 2023 | Rumanía | 0:3 (0:0) | España                                              | Estadio Steaua, Bucarest    |                             |
| 20:45               |         | Reporte   | - 55' Alex Baena - 62' Miranda - 90+5' Sergio Gómez | Árbitro(s): Erik Lambrechts | Árbitro(s): Erik Lambrechts |

| 24 de junio de 2023 | Rumanía | 0:1 (0:0) | Ucrania                   | Estadio Steaua, Bucarest |                          |
| 18:00               |         | Reporte   | - 89' (a.g.) Victor Dican | Árbitro(s): Morten Krogh | Árbitro(s): Morten Krogh |

| 24 de junio de 2023 | España         | 1:0 (1:0) | Croacia | Estadio Rapid-Giulești, Bucarest |                             |
| 20:45               | - Abel Ruiz 1' | Reporte   |         | Árbitro(s): Allard Lindhout      | Árbitro(s): Allard Lindhout |

| 27 de junio de 2023 | España                                     | 2:2 (0:1) | Ucrania                                           | Estadio Rapid-Giulești, Bucarest |                            |
| 20:45               | - Ivan Zhelizko 49' (a.g.) - Abel Ruiz 90' | Reporte   | - 43' Bohdan Vyunnyk - 81' (pen.) Heorhiy Sudakov | Árbitro(s): Donatas Rumšas       | Árbitro(s): Donatas Rumšas |

| 27 de junio de 2023 | Croacia | 0:0     | Rumanía | Estadio Steaua, Bucarest  |                           |
| 20:45               |         | Reporte |         | Árbitro(s): João Pinheiro | Árbitro(s): João Pinheiro |

### Grupo C
| Selección       | Pts | PJ | PG | PE | PP | GF | GC | Dif |
| --------------- | --- | -- | -- | -- | -- | -- | -- | --- |
| Inglaterra      | 9   | 3  | 3  | 0  | 0  | 6  | 0  | +6  |
| Israel          | 4   | 3  | 1  | 1  | 1  | 2  | 3  | -1  |
| República Checa | 3   | 3  | 1  | 0  | 2  | 2  | 4  | -2  |
| Alemania        | 1   | 3  | 0  | 1  | 2  | 2  | 5  | -3  |

| 22 de junio de 2023 | Alemania           | 1:1 (1:1) | Israel             | Estadio Ramaz Shengelia, Kutaisi |                           |
| 18:00               | - Yann Bisseck 26' | Reporte   | - 20' Dor Turgeman | Árbitro(s): Willy Delajod        | Árbitro(s): Willy Delajod |

| 22 de junio de 2023 | República Checa | 0:2 (0:0) | Inglaterra                            | Estadio de Batumi, Batumi  |                            |
| 18:00               |                 | Reporte   | - 47' Jacob Ramsey - 90+4' Smith Rowe | Árbitro(s): Horațiu Feșnic | Árbitro(s): Horațiu Feșnic |

| 25 de junio de 2023 | República Checa                      | 2:1 (1:0) | Alemania             | Estadio Ramaz Shengelia, Kutaisi |                         |
| 18:00               | - Václav Sejk 33' - Martin Vitík 87' | Reporte   | - 70' Angelo Stiller | Árbitro(s): Espen Eskås          | Árbitro(s): Espen Eskås |

| 25 de junio de 2023 | Inglaterra                            | 2:0 (1:0) | Israel | Estadio de Batumi, Batumi  |                            |
| 18:00               | - Anthony Gordon 16' - Smith Rowe 68' | Reporte   |        | Árbitro(s): Rade Obrenovič | Árbitro(s): Rade Obrenovič |

| 28 de junio de 2023 | Inglaterra                               | 2:0 (2:0) | Alemania | Estadio de Batumi, Batumi  |                            |
| 18:00               | - Cameron Archer 4' - Harvey Elliott 21' | Reporte   |          | Árbitro(s): Aliyar Aghayev | Árbitro(s): Aliyar Aghayev |

| 28 de junio de 2023 | Israel               | 1:0 (0:0) | República Checa | Estadio Ramaz Shengelia, Kutaisi |                          |
| 18:00               | - Omri Gandelman 82' | Reporte   |                 | Árbitro(s): Duje Strukan         | Árbitro(s): Duje Strukan |

### Grupo D
| Selección | Pts | PJ | PG | PE | PP | GF | GC | Dif |
| --------- | --- | -- | -- | -- | -- | -- | -- | --- |
| Francia   | 9   | 3  | 3  | 0  | 0  | 7  | 2  | +5  |
| Suiza     | 3   | 3  | 1  | 0  | 2  | 5  | 8  | -3  |
| Italia    | 3   | 3  | 1  | 0  | 2  | 4  | 5  | -1  |
| Noruega   | 3   | 3  | 1  | 0  | 2  | 2  | 3  | -1  |

| 22 de junio de 2023 | Noruega          | 1:2 (1:1) | Suiza                                | Constantin Rădulescu, Cluj-Napoca |                           |
| 18:00               | - Emil Ceïde 19' | Reporte   | - 36' Dan Ndoye - 56' Kastriot Imeri | Árbitro(s): João Pinheiro         | Árbitro(s): João Pinheiro |

| 22 de junio de 2023 | Francia                                       | 2:1 (1:1) | Italia                | Cluj Arena, Cluj-Napoca     |                             |
| 20:45               | - Arnaud Kalimuendo 23' - Bradley Barcola 62' | Reporte   | - 36' Pietro Pellegri | Árbitro(s): Allard Lindhout | Árbitro(s): Allard Lindhout |

| 25 de junio de 2023 | Suiza                                   | 2:3 (0:3) | Italia                                                           | Cluj Arena, Cluj-Napoca       |                               |
| 18:00               | - Kastriot Imeri 47' - Zeki Amdouni 52' | Reporte   | - 6' Lorenzo Pirola - 11' Wilfried Gnonto - 45+4' Fabiano Parisi | Árbitro(s): Mohammed Al-Hakim | Árbitro(s): Mohammed Al-Hakim |

| 25 de junio de 2023 | Noruega | 0:1 (0:0) | Francia             | Constantin Rădulescu, Cluj-Napoca |                            |
| 20:45               |         | Reporte   | - 57' Michael Olise | Árbitro(s): Donatas Rumšas        | Árbitro(s): Donatas Rumšas |

| 28 de junio de 2023 | Suiza           | 1:4 (1:1) | Francia                                                                                   | Constantin Rădulescu, Cluj-Napoca |                          |
| 20:45               | - Dan Ndoye 35' | Reporte   | - 16' (pen.) Amine Gouiri - 65' Bradley Barcola - 76' Rayan Cherki - 81' Maxence Caqueret | Árbitro(s): Morten Krogh          | Árbitro(s): Morten Krogh |

| 28 de junio de 2023 | Italia | 0:1 (0:0) | Noruega            | Cluj Arena, Cluj-Napoca     |                             |
| 20:45               |        | Reporte   | - 65' Erik Botheim | Árbitro(s): Erik Lambrechts | Árbitro(s): Erik Lambrechts |

## Fase final
Hasta la final, disputada en Georgia, no habrá desplazamientos de selecciones entre países.

### Cuadro
|  | Cuartos de final         | Cuartos de final      |                     |   | Semifinales | Semifinales |  |  | Final | Final |
|  |                          |                       |                     |   |             |             |  |  |       |       |
|  | 1 de julio – Tbilisi     |                       |                     |   |             |             |  |  |       |       |
|  |                          |                       |                     |   |             |             |  |  |       |       |
|  | Georgia                  | 0 (3)                 |                     |   |             |             |  |  |       |       |
|  | Georgia                  | 0 (3)                 | 5 de julio – Batumi |   |             |             |  |  |       |       |
|  | Israel (p.)              | 0 (4)                 |                     |   |             |             |  |  |       |       |
|  | Israel (p.)              | 0 (4)                 | Israel              | 0 |             |             |  |  |       |       |
|  | 2 de julio – Kutaisi     |                       | Israel              | 0 |             |             |  |  |       |       |
|  |                          | Inglaterra            | 3                   |   |             |             |  |  |       |       |
|  | Inglaterra               | Inglaterra            | 3                   | 1 |             |             |  |  |       |       |
|  | Inglaterra               |                       | 8 de julio – Batumi | 1 |             |             |  |  |       |       |
|  | Portugal                 | 0                     |                     |   |             |             |  |  |       |       |
|  | Portugal                 | 0                     | Inglaterra          | 1 |             |             |  |  |       |       |
|  | 1 de julio – Bucarest    |                       | Inglaterra          | 1 |             |             |  |  |       |       |
|  |                          | España                | 0                   |   |             |             |  |  |       |       |
|  | España (t. s.)           | España                | 0                   | 2 |             |             |  |  |       |       |
|  | España (t. s.)           | 5 de julio – Bucarest |                     | 2 |             |             |  |  |       |       |
|  | Suiza                    | 1                     |                     |   |             |             |  |  |       |       |
|  | Suiza                    | 1                     | España              | 5 |             |             |  |  |       |       |
|  | 2 de julio – Cluj-Napoca |                       | España              | 5 |             |             |  |  |       |       |
|  |                          | Ucrania               | 1                   |   |             |             |  |  |       |       |
|  | Francia                  | Ucrania               | 1                   | 1 |             |             |  |  |       |       |
|  | Francia                  |                       |                     | 1 |             |             |  |  |       |       |
|  | Ucrania                  | 3                     |                     |   |             |             |  |  |       |       |
|  | Ucrania                  | 3                     |                     |   |             |             |  |  |       |       |

### Cuartos de final
| 1 de julio de 2023 | Georgia                                                                                            | 0:0 (t. s.)(3:4 p.)        | Israel                                                      | Estadio Boris Paichadze, Tbilisi |                         |
| 18:00              | | Reporte                    |                                                             | Árbitro(s): Espen Eskås          | Árbitro(s): Espen Eskås |
|                    | | Tiros desde el punto penal |                                                             |                                  |                         |
|                    | - Irakli Azarovi - Zuriko Davitashvili - Giorgi Gagua - Giorgi Moistsrapishvili - Saba Khvadagiani |                            | - Gil Cohen - Omri Gandelman - Anan Khalaili - Oscar Gloukh |                                  |                         |

| 1 de julio de 2023 | España                            | 2:1 (1:1, 0:0) (t. s.) | Suiza                | Estadio Rapid-Giulești, Bucarest |                             |
| 21:00              | - Sergio Gómez 68' - Miranda 103' | Reporte                | - 90+1' Zeki Amdouni | Árbitro(s): Erik Lambrechts      | Árbitro(s): Erik Lambrechts |

| 2 de julio de 2023 | Inglaterra           | 1:0 (1:0) | Portugal | Estadio Ramaz Shengelia, Kutaisi |                            |
| 18:00              | - Anthony Gordon 34' | Reporte   |          | Árbitro(s): Rade Obrenovič       | Árbitro(s): Rade Obrenovič |

| 2 de julio de 2023 | Francia            | 1:3 (1:2) | Ucrania                                                  | Cluj Arena, Cluj-Napoca   |                           |
| 21:00              | - Rayan Cherki 19' | Reporte   | - 32' (pen.), 44' Heorhiy Sudakov - 86' Artem Bondarenko | Árbitro(s): João Pinheiro | Árbitro(s): João Pinheiro |

### Semifinales
| 5 de julio de 2023 | Israel | 0:3 (0:1) | Inglaterra                                               | Estadio de Batumi, Batumi |                          |
| 18:00              |        | Reporte   | - 42' Gibbs-White - 63' Cole Palmer - 90' Cameron Archer | Árbitro(s): Morten Krogh  | Árbitro(s): Morten Krogh |

| 5 de julio de 2023 | España                                                                                      | 5:1 (2:1) | Ucrania                | Estadio Steaua, Bucarest    |                             |
| 21:00              | - Abel Ruiz 17' - Oihan Sancet 24' - Antonio Blanco 54' - Aimar Oroz 68' - Sergio Gómez 78' | Reporte   | - 13' Artem Bondarenko | Árbitro(s): Erik Lambrechts | Árbitro(s): Erik Lambrechts |

### Final
| 8 de julio de 2023 | Inglaterra          | 1:0 (1:0) | España | Estadio de Batumi, Batumi                      |                                                |
| 18:00              | - Cole Palmer 45+4' | Reporte   |        | Árbitro(s): Espen Eskås VAR: Christian Dingert | Árbitro(s): Espen Eskås VAR: Christian Dingert |

| Bandera de Inglaterra |
| Campeón               |
| Inglaterra            |
| 3.er título           |

## Juegos Olímpicos 2024
El torneo repartió tres plazas para el torneo olímpico de fútbol masculino de 2024, además de Francia, que se clasificó automáticamente al ser el país anfitrión. Los tres primeros clasificados sin contar a Francia e Inglaterra (que no puede clasificarse para los Juegos Olímpicos, debido a no estar afiliado ante el Comité Olímpico Internacional) disputarán el torneo.
Debido a esta limitación se previeron dos sucesos en los que se hubiera necesitado un partido de play-off:
- En caso de que Francia e Inglaterra no lograran alcanzar las semifinales se disputaría un partido por el tercer puesto entre los dos semifinalistas.
- En caso de que Francia e Inglaterra lograran alcanzar las semifinales se disputaría un partido por el quinto puesto entre los dos mejores cuartofinalistas.

El posible partido de play-off para los Juegos Olímpicos se planificó para celebrarse en el Steaua Stadium de Bucarest el 7 o el 8 de julio de 2023.
| Bandera de Francia                | Bandera de Israel     | Bandera de España     | Bandera de Ucrania    |
| Francia                           | Israel                | España                | Ucrania               |
| Clasificado: 13/09/17 (anfitrión) | Clasificado: 02/07/23 | Clasificado: 02/07/23 | Clasificado: 02/07/23 |

## Goleadores
| Jugador         | Selección | Goles | Minutos |
| --------------- | --------- | ----- | ------- |
| Sergio Gómez    | España    | 3     | 469     |
| Abel Ruiz       | España    | 3     | 486     |
| Heorhiy Sudakov | Ucrania   | 3     | 294     |